# Mohamed Amine Saïdoune
Mohamed Amine Saïdoune (en arabe : محمد أمين سعيدون), né le 26 février 1989 à Bouira, est un footballeur algérien Il évolue au poste d'arrière gauche.

## Biographie

### Carrière en club
Le 11 juin 2007, Saïdoun fait ses débuts en première division avec l'USM Alger, contre la JSM Béjaïa. Il joue 20 minutes lors de cette rencontre.
Il joue 17 matchs en première division algérienne avec l'USM Alger, et 15 rencontres dans ce même championnat avec l'équipe de l'ASO Chlef. Il participe également à la Ligue des champions d'Afrique en 2012.
A trois reprises, il se classe quatrième du championnat avec l'USMA, en 2007, 2008 et enfin 2010.

### Carrière internationale
Saïdoun est le capitaine de l'équipe nationale algérienne des moins de 20 ans. Il joue notamment un match contre la Mauritanie dans le cadre des qualifications à la Coupe d'Afrique des nations junior 2009[réf. nécessaire].

### Distinctions personnelles
- Il est élu meilleur joueur du tournoi de l'UNAF 2006 avec l'Algérie[4].